# Oak Trail Shores, Texas
Oak Trail Shores là một nơi ấn định cho điều tra dân số (CDP) thuộc quận Hood, tiểu bang Texas, Hoa Kỳ. Năm 2010, dân số của nơi này là 2755 người.

## Dân số
- Dân số năm 2000: 2475 người.
- Dân số năm 2010: 2755 người.